# Mil Mi-20
Der Mil Mi-20 (russisch Миль Ми-20) ist ein projektierter einmotoriger sowjetischer Mehrzweckhubschrauber.

## Geschichte
Der Mil Mi-20 war ein kleiner Mehrzweck-Transporthubschrauber, der Mitte der 1960er Jahre als Ersatz für den Mil Mi-1 geplant wurde. Der Hubschrauber wurde für viele Aufgaben vorgesehen, darunter Transport-, Fracht-, Ambulanz-, Landwirtschafts-, Ausbildungs- und sogar leichte Begleit- oder Kampfhubschrauberaufgaben. Als Kampfhubschrauber waren Panzerabwehrraketen vom Typ 2K8 Falanga oder 9K11 Maljutka auf vier bis sechs Außenbordmasten oder zwei UB-16-57-Raketenbehälter vorgesehen.
Im Jahr 1966 baute Mil ein Originalmodell des Helikopters mit für das 355 PS starken Turbomeca „Oredon-III“-Turbowellentriebwerk ausgelegt war und ein Dreiradfahrwerk hatte. Im Großen und Ganzen entsprach dies einer Mi-1 mit etwas verkürztem Rumpf durch den Wegfall des Kolbenmotors im Rumpf und der Turbine an der Stelle wo beim Mi-1 unter dem Rotor der Ölkühler war. Aus außenpolitischen Gründen war es jedoch nicht mehr möglich, das französische Triebwerk zu erhalten. Später, im Jahr 1972, baute Mil je zwei weitere Modelle, jedoch mit einem TBG-11-PS-Motor und einem nun größeren runderen Rumpfdurchmesser, das Mock-up in roter Lackierung hatte ein Dreiradfahrwerk, das Mock-up in blauer Lackierung hatte klassische Landekufen. In einer weiteren Überarbeitung wurde der Heckausleger tief angesetzt, um einen besseren Wartungszugang zum Getriebe und Triebwerk zu ermöglichen, wiederum war der Helikopter jetzt mit einem Dreiradfahrwerk vorgesehen, der „eiförmige“ Bug wurde in eine „Delfinschnauze“ geändert. Die Cockpitverglasung ließ sich nach oben öffnen, damit von vorne eine Tragbahre in den Helikopter geladen werden konnte. Der Hubschrauber zog nach dem zweiten Modell nicht viele Interessenten an und ersetzte den Mil Mi-1 nicht. Aus diesem Grund wurde die Weiterentwicklung des Mi-20 abgebrochen.